# Черкасская, Мария Юрьевна
Княгиня Мария Юрьевна Черкасская (урождённая княжна Трубецкая; 1696—1747) — статс-дама Русского императорского двора.

## Биография
Мария Трубецкая родилась 27 марта (6 апреля) 1696 года в семье князя Юрия Юрьевича Трубецкого и княжны Елены Григорьевны Черкасской.
В 1710 году она вышла замуж за государственного канцлера князя Алексея Михайловича Черкасского; была статс-дамой императрицы Анны Иоанновны — и в этом звании находилась при её короновании. 
По отзыву современника, вторая княгиня Черкасская была «необыкновенно хороша собой и имела множество превосходных драгоценных камней. В Петербурге жила богаче всех других, у неё был свой оркестр, состоящий из 10 довольно хороших музыкантов, немецкий повар, готовящей для её стола немецкие кушанья, а отсутствие мужа, губернатора Сибири, человека довольно пожилого, её не очень расстраивало».
Мария Юрьевна Черкасская пользовалась значением при дворе не только, как жена государственного канцлера, но и как самостоятельная личность. Чтобы заручиться её расположением, австрийский посланник граф Вратислав, по слухам, хотел поднести ей золотой, чрезвычайно изящный, чайный прибор, предназначавшийся в свое время княжне Екатерине Долгорукой, нареченной невесте императора Петра II. 

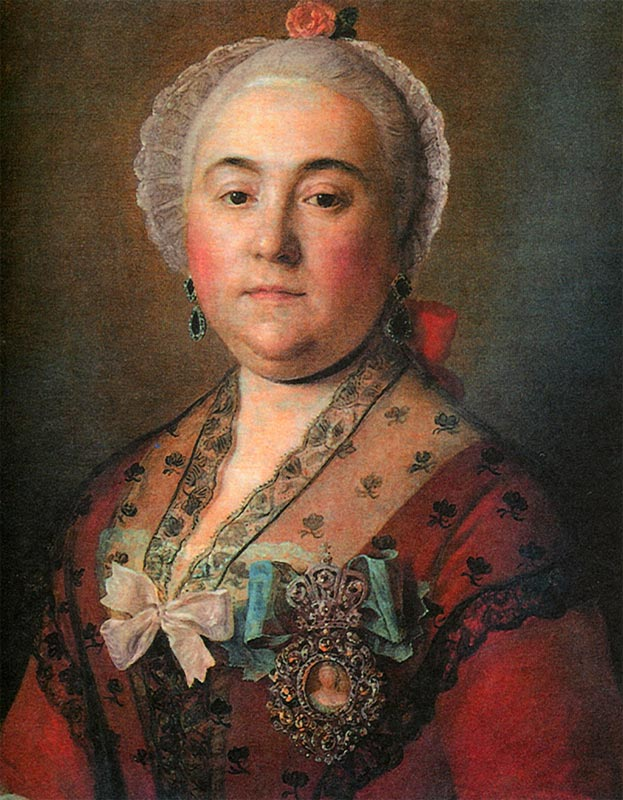
Варвара Алексеевна, единственная дочь и наследница Черкасских

Княгиня Мария Юрьевна сыграла довольно значительную роль при перемене формы правления после восшествия на престол Анны Иоанновны. Партия, недовольная ограничением монархического правления и усилением Тайного совета, решила узнать, как относится к этому сама Императрица, и обязанность эту взяли на себя княгиня Черкасская, графиня Чернышёва и жена генерала П. С. Салтыкова (по другим источникам, княгиня Черкасская и жена генерала Матюшкина); они успешно выполнили свою задачу, после чего князь А. М. Черкасский и подал известное прошение о перемене формы правления. 
10 декабря 1741 года императрица Елизавета Петровна утвердила Черкасскую в звании статс-дамы и пожаловала ей свой портрет. 
Мария Юрьевна Черкасская умерла она 16 (27) августа 1747 года.
Единственный ребёнок четы Черкасских — дочь Варвара Алексеевна (11.09.1711 — 2.10.1767), состояла камер-фрейлиной высочайшего двора, считалась самой богатой невестой в России, была сосватана за известного сатирика князя Антиоха Дмитриевича Кантемира, отказавшегося от женитьбы, и выдана 28 января 1743 года, с приданым в 70 000 душ крестьян, за графа Петра Борисовича Шереметева, благодаря чему у последнего и образовалось громадное «шереметевское состояние».